# Die Rückkehr des King Kong
Die Rückkehr des King Kong (jap. キングコング対ゴジラ, Kingu Kongu tai Gojira, dt. „King Kong gegen Gojira“, auch bekannt unter Schlachtfest der Giganten und King Kong kommt zurück) ist der Titel eines 1962 entstandenen Monsterfilms des japanischen Regisseurs Ishirō Honda. Er ist nach Godzilla und der ein Jahr später veröffentlichten Fortsetzung Godzilla kehrt zurück der dritte japanische Film über das Kultmonster Godzilla und beinhaltet außerdem eine Adaption der King-Kong-Figur, für deren offizielle Verwendung die produzierenden Tōhō-Studios die Rechte von RKO Pictures erwarben. Der Film ist ein Vertreter des „Kaijū Eiga“, der Gattung des japanischen Monsterfilms. Sowohl für King Kong als auch für Godzilla ist es der erste Film in Farbe.

## Handlung
Der exzentrische Mr. Tako, Kopf des japanischen Pharma-Unternehmens Pacific Pharmaceuticals, ist wegen des ausbleibenden Erfolgs der firmeneigenen Werbekampagnen frustriert. Als Dr. Muro riesige Beeren von der Insel Faroa, südlich der Salomonen, mitbringt, die eine betäubende Wirkung haben, und berichtet, dass die Bewohner dieser Insel ein Ungeheuer namens King Kong anbeten, schickt er seine Mitarbeiter Osamu Sakurai und Kinsaburo Furue los, das Ungetüm als Werbeträger nach Japan zu holen.
Zur gleichen Zeit wird aus der Beringsee eine Erhöhung der Wassertemperatur gemeldet, die Eisberge schmelzen lässt. Das Atom-U-Boot Seahawk, das dieses Phänomen erforschen soll, stößt mit einem Eisberg zusammen, in dem der Urweltsaurier Godzilla seit den Geschehnissen aus Godzilla kehrt zurück steckt und nun auf Japan zutreibt. Nachdem Godzilla das U-Boot zerstört hat, wird er an der japanischen Küste vom angerückten Militär zunächst ins Meer zurückgejagt.
In der Zwischenzeit treffen Sakurai und Furue auf der Insel Faroa ein und finden dort in der Tat den Riesenaffen King Kong. Nachdem sich die beiden den Ureinwohnern der Insel angenähert und diese davon überzeugt haben, mit ihnen einen Handel einzugehen, werden die beiden zusammen mit ihrem Fremdenführer Zeuge, wie King Kong mit einem riesigen Oktopus kämpft, der während eines nächtlichen Sturms an Land kommt, um den Einwohnern den aus den Faroa-Beeren gewonnenen Saft zu stehlen. Dieser wird in die Flucht geschlagen – daraufhin führen die Inselbewohner eine Zeremonie durch, mit der sie King Kong in den Schlaf wiegen, der auch einige Fässer des betäubenden Safts getrunken hat. Die beiden Mitarbeiter des Pharma-Unternehmens platzieren King Kong sodann auf einer großen, schwimmenden Plattform, um ihn nach Japan zu bringen. Unterwegs stößt auch Mr. Tako selbst zu ihnen – doch sie werden von einem Schiff der Marine gestoppt, das sie informiert, dass King Kong nicht nach Japan gebracht werden darf. Als King Kong erwacht und versucht, sich zu befreien, sprengt man die Seile, die die Plattform mit dem Frachtschiff verbinden, und dieser schwimmt auf Japan zu.
Als Fumiko, Sakurais Schwester, mit dem Zug unterwegs ist, weil sie fälschlicherweise annimmt, dass ihr Freund Fujita Opfer eines Flugzeugabsturzes geworden ist, kreuzt der auf das Festland zurückgekehrte Godzilla ihren Weg. Sie wird von Fujita gerettet.
Tako und seine beiden Assistenten werden dann Zeuge eines ersten Aufeinandertreffens der beiden Monster, das jedoch unentschieden ausgeht. Der Plan des Militärs, Godzilla in einem tiefen Graben in die Luft zu sprengen, misslingt. Jedoch kann Godzilla mittels Hochspannungsmasten von Tokio ferngehalten werden, von denen King Kong sich jedoch nicht abschrecken lässt. Im Gegenteil: Sie wissen vom Kampf auf der Insel Faroa, dass King Kong durch Elektrizität an Stärke gewinnt. Während Tokio evakuiert wird, nimmt King Kong einen Zug auseinander, mit dem Fumiko flüchten will. King Kong entführt sie und klettert mit ihr auf das Parlamentsgebäude. Auf Sakurais Vorschlag hin betäubt das Militär King Kong mit dem Saft der Faroa-Beeren und den Aufnahmen der Gesänge der Inseleinwohner Faroas. Fumiko wird gerettet und das Militär fasst den Entschluss, King Kong und Godzilla sollten einander erneut bekämpfen, in der Hoffnung, sie würden sich beide gegenseitig ausschalten. King Kong wird daraufhin mit Ballons und Stahlseilen zum Fuji gebracht, wo er mit Godzilla zusammentrifft. Dort gehen beide sogleich aufeinander los und hinterlassen eine Schneise der Zerstörung. Zunächst scheint Godzilla zu triumphieren – doch als ein Unwetter aufzieht und King Kong neue Kräfte gewinnt, wendet sich das Blatt.
Die beiden Monster bekämpfen einander weiter und erreichen die Stadt Atami, wo sie auch das Atami-Schloss zerstören und schließlich in die Sagami-Bucht stürzen. Das dadurch ausgelöste Erdbeben hinterlässt große Verwüstung. Godzilla taucht nicht mehr auf, King Kong schwimmt in seine Heimat zurück. Das Militär spekuliert jedoch, dass Godzilla gegebenenfalls überlebt haben könnte.

## Hintergründe

### Entstehung
Es ist kein Geheimnis, dass der erste King Kong-Film von Merian C. Cooper, King Kong und die weiße Frau, im Jahre 1933 eine große Inspiration für die Erschaffung von Godzilla als Film-Monster allgemein eine große Rolle gespielt hat.
Ursprünglich war Die Rückkehr des King Kong unter dem Namen King Kong Versus Frankenstein eine Idee des Effektepioniers Willis O’Brien, mit der er jedoch keinen Anklang fand. Nach mehreren Änderungen am Konzept – so sollten u. a. King Kong und Frankensteins Monster gegeneinander antreten – landete die Idee schließlich bei John Beck. Dieser wiederum wandte sich mit O’Briens Plänen hinter dessen Rücken an die Tōhō-Studios, die einst Godzilla erschaffen hatten und in Becks Verschlag die Lösung ihrer aktuellen finanziellen Probleme sahen. Nun sollte Godzilla gegen King Kong antreten. 1962 begannen schließlich die Dreharbeiten. Im gleichen Jahr starb Willis O’Brien an einem Herzinfarkt.
Nach dem originalen Godzilla-Film von 1954 war Die Rückkehr des King Kong der zweite Godzilla-Film unter Ishirō Hondas Regie. Sowohl für King Kong als auch für Godzilla war es der erste Leinwandauftritt in Farbe. Unter Hondas Regie ist in einer Nebenrolle als Dr. Shigezawa wieder Akihiko Hirata zu sehen, der im Film von 1954 in seiner Rolle als Dr. Serizawa mit seiner Erfindung, dem Oxygen-Zerstörer, Godzilla den Garaus gemacht hatte.
Der Tricktechniker Eiji Tsuburaya, der im Godzilla-Film von 1954 mit dem Suitmation-Verfahren gearbeitet hatte, setzte es auch hier wieder ein, da es günstiger war als die für King Kong ursprünglich geplante Stop-Motion-Technik. So wurden King Kong und Godzilla auch hier von entsprechend verkleideten Schauspielern in Bewegung gesetzt. Das Kostüm von King Kong gilt bei den Fans als das schlechteste innerhalb der Leinwandauftritte des Riesenaffen. So ist z. B. in einer Einstellung sehr deutlich der Reißverschluss am Rücken des Kostüms sichtbar. Nach Tsuburayas Aussage wurde Kongs Aussehen absichtlich in einem eher komödiantischen Stil gestaltet, um kleine Kinder nicht zu verängstigen. – Echt jedoch war der Oktopus, mit dem King Kong auf Faroa aneinandergerät. Für den Dreh dieser Kampfszene kamen vier Exemplare dieser Tierart zum Einsatz; und es heißt, eines davon sei für Tsuburaya im Kochtopf gelandet.
Lange hielt sich das Gerücht, Honda hätte zwei verschiedene Filmenden inszeniert: für die amerikanischen Zuschauer hätte er King Kong siegen lassen, das japanische Publikum dagegen hätte Godzilla als Sieger aus dem finalen Kampf hervorgehen sehen. Diese Annahme gilt heute jedoch als unwahr.

### US-Fassung
Um den Film in den USA besser vermarkten zu können, entfernte Co-Produzent John Beck einige der japanischen Szenen und fügte neue Szenen mit den beiden Fernsehschauspielern Michael Keith als erklärenden UN-Reporter Eric Carter und Harry Holcombe als Wissenschaftler Dr. Arnold Johnson hinzu. Das Drehbuch für diese zusätzlichen Szenen verfassten Paul Mason und Bruce Howard. Die Regie übernahm Thomas Montgomery. Entfernt wurde ein Großteil der Nebenhandlung um die Beziehung zwischen Fumiko und Fujita; als Fumiko annimmt, Fujita sei bei einem Flugzeugabsturz ums Leben gekommen, ist in der japanischen Fassung von einer Schiffsreise die Rede. Auch wird in der US-Fassung die Persönlichkeit von Mr. Tako knapper dargestellt als in der japanischen Version.
Die Erdbebenszenen am Ende der US-Fassung wurden mit Filmmaterial aus Ishirō Hondas älterem Film Weltraumbestien ergänzt.
Zudem wurde auch Akira Ifukubes Originalsoundtrack größtenteils gegen Soundtracks aus anderen Filmen ausgetauscht (u. a. aus Jack Arnolds Der Schrecken vom Amazonas; Musik aus Jack Arnolds Film kommt beispielsweise zum Einsatz, als King Kong sich auf der Reise nach Japan vom Floß befreien kann).
Diese bearbeitete Fassung erschien in den USA unter dem Titel King Kong vs. Godzilla und spielte dort 1.250.000 US-Dollar ein.
Die deutsche Fassung des Films basiert (anders als die beiden vorherigen Godzilla-Filme) auf der amerikanischen Version.

### Ungereimtheiten
In der US-Fassung des Films wird das Auftauchen Godzillas in den eingefügten Kommentarszenen mit Carter und Dr. Johnson mit Überraschung aufgenommen – ein Bezug zu den Geschehnissen aus dem Vorgängerfilm Godzilla kehrt zurück wird gar nicht hergestellt. Im japanischen Original werden indes direkt nach dem erneuten Auftauchen Godzillas Zeitungsschlagzeilen mit den Überschriften „Erneute Bedrohung der Menschheit – Godzilla ist wiedererwacht“ eingeblendet. Stattdessen erklärt Dr. Arnold Johnson in der US-Fassung mit einem Buch über Dinosaurier (welches stark nach einem Kinderbuch aussieht), dass eine Urzeitechse wie Godzilla seit Millionen von Jahren im Eis eingeschlossen geruht haben müsse und jetzt erwacht sei.
Dass der Film, der im japanischen Originaltitel Kingu Kongu tai Gojira beide Monstren als gleichwertige Kontrahenten gegenüberstellt, im deutschsprachigen Raum die Nennung der Kult-Bestie Godzilla ausspart, könnte auch daran gelegen haben, dass der Film erst 1974 in Deutschland erschien – die ausgebliebenen Erfolge der Godzilla-Reihe in deutschen Kinos könnten Kalkül gewesen sein.
Im Vergleich zur japanischen Original-Version des Films entfallen große Teile der Charakter-Einführungen und die japanischen Figuren verkommen zu Nebendarstellern. So kommt es zu unlogischen Kontinuitätsfehlern und auch fehlerhaften Übersetzungen in der Synchronisation des Films.
Der Spot der „Weltwunder-Reihe“, welche vom Unternehmen Pacific Pharmaceuticals gesponsert wird, ist in der US-Version stark geschnitten und mit anderem einleitenden Text versehen worden – außerdem fehlt die Einleitung des Atom-U-Boots Seahawk, welche ursprünglich auch in der TV-Reihe thematisiert wird. Bei der Zerstörung dieser erkennt die US-amerikanische Besatzung im japanischen Original Godzillas Schreie und einige Insassen schreien den Namen des Monsters. In der US-Version entfällt dieses Detail.

## Uraufführungen
- Japan: 11. August 1962
- USA: 3. Juni 1963
- Deutschland: 23. August 1974[2]

## Rezeption
„Die perfekt inszenierte Trickfilmshow bietet eine Anthologie des Monsterkinos à la Inoshiro [= Ishirō] Honda. Für Liebhaber der Gattung ein unterhaltsamer Zeitvertreib.“

Am 3. August 2018 wurde der Film im Rahmen der Tele-5-Reihe Die schlechtesten Filme aller Zeiten gezeigt.
Der Journalist Gernot Gricksch attestiert dem Film im Vergleich zu den ersten beiden Godzilla-Werken ein wenig mehr Selbstironie und unfreiwillige Komik: „Fast zehn Minuten lang prügeln sich die beiden Titanen und Regisseur Honda -wohlwissend, dass bei solch bekloppter Story ein ernsthafter Fight nicht angesagt wäre- würzte den Monster-Kampf mit einigen liebevollen Slapstick-Elementen. Die Tatsache, dass King Kong seinem Feind einen ganzen Baumstamm in die Kehle rammt, könnte man dagegen als ersten Splatter-Effekt der Godzilla-Serie betrachten. (...) Zuschauer, die akzeptiert haben, dass der finstere Original-Godzilla ein einzigartiges Ereignis war und alle weiteren Filme des Monsters nur noch dem puren, ansatzweise sogar ironischen Entertainment dienten, belohnte Handwerksmeister Honda mit einem flotten, technisch ansehnlichen und streckenweise wirklich komischen Spektakel.“ Weiter schreibt er zur US-Version des Films: "Selbst in der misshandelten Ausgabe blitzt noch der Charme des Films durch."
Der Film erhielt überwiegend negative Bewertungen. Kritiker auf der Website Rotten Tomatoes beurteilten ihn nur zu 47 Prozent positiv. Ein vergleichbar schlechtes Ergebnis kam vom Publikum, dem der Film zu 53 Prozent gefiel.
Die Rückkehr des King Kong gilt bis heute als einer der erfolgreichsten Godzilla-Filme: Allein in Japan sahen über 12 Millionen Kinobesucher. Auch international war der Film sehr erfolgreich.
Weltweit konnte der Film rund 41 Millionen US-Dollar einspielen.